# 固安公主 (唐朝)
固安公主，姓辛，唐玄宗的从外甥女，父为辛景初，唐朝和亲公主之一。
717年，唐玄宗为表彰归顺唐朝的奚族首领李大酺（《旧唐书》作李大辅）将固安公主嫁给他。
720年，李大酺在协助契丹首领李娑固反击可突于造反时被可突于杀死后，固安公主又嫁其弟李鲁苏。固安公主派心腹刺死了预谋造反谋杀李鲁苏的赛摩羯，得到唐玄宗的重赏。
由于固安公主嫡母在唐玄宗面前诋毁固安公主，唐玄宗偏信一方说辞后，令固安公主与李鲁苏离婚并把唐中宗的外孙女韦氏封为东光公主嫁给李鲁苏。